# أجازة في جهنم (فلم)
أجازة في جهنم هو فيلم مصري تم إنتاجه عام 1949، تأليف عز الدين ذو الفقار ويوسف جوهر وإخراج عز الدين ذو الفقار وبطولة سامية جمال وعباس فارس.

## قصة الفيلم
جرسون وساعاتى وصراف ومونولوجست انضموا لعصابة من اللصوص ولكنهم أثبتوا فشلهم، فوضعتهم العصابة في أجولة، وألقتهم في الطريق، فقرروا من بعد هذه الواقعة تكوين عصابة خاصة بهم، على أن يبدأوا عملهم في لوكاندة الكباش بالأقصر. فينتحل الجرسون (إستفان روستي) شخصية الكونت سان استيفانو وهو سائح بلچيكي مقامر. أما المونولوجست (إسماعيل ياسين) فيصبح حسن شطة، تاجر انتيكات مزيفة. ويصير الساعاتي (حسن فايق) هو الدكتور عبد الشاف، المتخصص في أمراض الروماتيزم والكبد والمعدة. والصراف (شرفنطح) يصير مرتبة خان، رجل هندي متخصص في قراءة الطالع، وتنضم إليهم فيما بعد سامية هانم الراقصة (سامية جمال). يقطن في الفندق من النزلاء: أدهم بيه السنجا (عباس فارس) كاتب روايات بوليسية، ومساعده بدر (عبد المنعم إسماعيل)، وجلفدان هانم (فيكتوريا حبيقة) العجوز الثرية التي تعاني من الروماتيزم. يتنصت أدهم بيه على أفراد العصابة ويعلم بمخططهم، مما دفعه لأن يقرر كتابة رواية واقعية مع تلقينهم درسًا قاسيًا، فرتب مائدة بوكر دعا إليها الكونت وخسر له مبلغًا من المال، وأظهر لهم حافظة نقوده العامرة بالمال. انبهرت سامية من بعدها بأدهم السنجا وأخذت معلومات عنه من مساعده بدر. ادعت سامية سقوطها من فوق الجمل حتى يصحبها أدهم إلى غرفته للعلاج، وهناك مثلت عليه دور المحبة، وعلمت هناك أنه يمتلك تمثال أثرى من الذهب يزن أربعة أرطال. عالج الدكتور عبد الشافي جلفدان هانم وسرق مفتاح غرفتها وسرق كل مصاغها ولما فتشوا حجرة أدهم لم يجدوا التمثال، فقرروا قتله للحصول على التمثال. وإدعى أدهم المرض وجلست بجواره سامية لمساعدته واعطاءه الدواء وحاولت قتله بزيادة الجرعة، ولكنه كشفها وقام باختطافها بمساعدة بدر، وهددها بالقتل إلا إذا ساعدته على الانتقام من العصابة، فيدعى أدهم أمام العصابة ان سامية قد ماتت وترك لهم تمثال ذهبى مزيف. لجأ ادهم إلى مرتبه خان وطلب منه معرفة من سرق التمثال باستخدام قدرته على التنويم المغناطيسى وكان الوسيط هو حسن شطا الذي اخبره ان التمثال قد اختفى ولن يعود مرة أخرى، وأثناء الجلسة ظهر لهم شبح سامية وأخبرهم انهم سيصبحون بعد قليل أرواح بعد ان يموتوا جميعاً تباعاً وان الدور على الكونت وتركتهم في رعب شديد وجلسوا ينتظرون الموت فتم اختطاف الكونت تخديره وتكفينه ووضعه في مكان مهجور وموحش وكأنه في جهنم. جلس الدكتور منتظرًا دوره فأخذته لحجرتها إحدى النزيلات (وداد حمدي) وجاء زوجها (عبد الحميد زكي) وربطه بالحبال، وأوهمه أنه سيقطع شرايينه حتى أغمى عليه، فتم تكفينه ووضعه في الكهف. أما شطا فأوهمه التمرجي (زكي الحرامي) بأنه أعطاه حقنة كوليرا بدلا من المصل وأصيب بالإغماء ووضع في الكهف. اما مرتبة خان فإنتظر موت ادهم حتى يموت بعده حسب الدور فهدده بالانتحار ان لم يعترف بكل خطاياه، ويرد المسروقات فأعطاه مصوغات جلفدان هانم وباقى المسروقات، فردها أدهم لأصحابها ثم مثل عليه انه انتحر فوقع مرتبة خان مغشياً عليه فتم تكفينه ووضعه مع الباقين طعامهم التبن والبرسيم. ولما لم يجدوا معهم أدهم ظنوا انهم في الجنة، وهنا يظهر لهم شبح سامية، وأخبرهم أن وجودهم في جهنم نتيجة لأعمالهم في الدنيا، وتمنوا لو عادوا للحياة فيعملوا عملا صالحًا، فظهر لهم أدهم وأخبرهم انهم ما زالوا على قيد الحياه في الدنيا وعليهم تغيير سلوكهم.

## فريق العمل
إخراج: عز الدين ذو الفقار
تأليف:
- يوسف جوهر
- عز الدين ذو الفقار

إنتاج: نحاس فيلم
بطولة:
- سامية جمال
- عباس فارس
- إستفان روستي
- إسماعيل ياسين
- حسن فايق
- محمد كمال المصري "شرفنطح"
- عبد المنعم إسماعيل
- فيكتوريا حبيقة
- وداد حمدي
- عبد الحميد زكي
- زكي الحرامي

## روابط خارجية
- أجازة في جهنم على موقع IMDb (الإنجليزية)
- أجازة في جهنم على موقع قاعدة بيانات الأفلام العربية
- أجازة في جهنم على موقع قاعدة بيانات الفيلم (الإنجليزية)
- أجازة في جهنم على موقع ليتربوكسد (الإنجليزية)